# Lista de cientistas italianos
Esta é uma lista de cientistas italianos notáveis organizada pela era em que eles estavam ativos, iniciando pela Idade Medieval quando ocorreu a etnogênese dos italianos a partir da identidade romana precursora.

## Idade Média

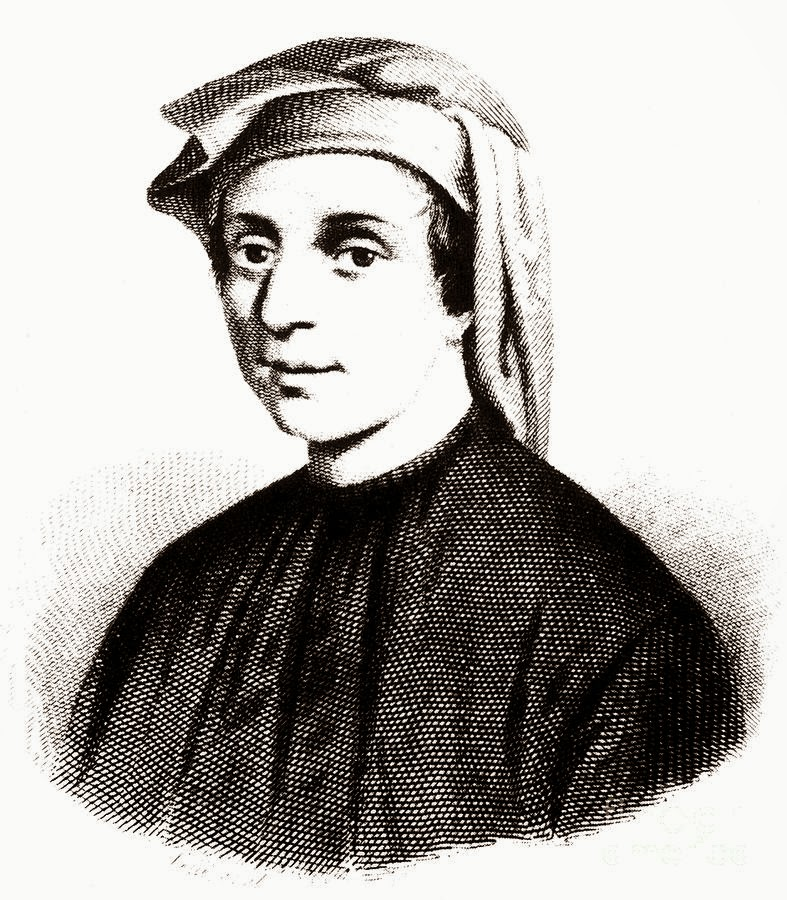
Leonardo Fibonacci, conhecido pela Sequência de Fibonacci.

- Mondino de Liuzzi (c. 1270–1326), médico e anatomista cuja Anathomia corporis humani (MS. 1316; impressa pela primeira vez em 1478) foi o primeiro trabalho moderno sobre anatomia
- Guido da Vigevano (c. 1280-c. 1349), médico e inventor que se tornou um dos primeiros escritores a incluir ilustrações em um trabalho sobre anatomia [1]
- Trótula (séculos XI-XII), médico que escreveu vários trabalhos influentes sobre medicina feminina; cujos textos sobre ginecologia e obstetrícia foram amplamente utilizados por várias centenas de anos na Europa
- Rogerius (antes de 1140-c. 1195), cirurgião que escreveu um trabalho sobre medicina intitulado Practica Chirurgiae ("A Prática da Cirurgia") por volta de 1180
- Giovanni Dondi dell'Orologio (1330–1388), médico e relojoeiro de Pádua, filho de Jacopo Dondi, construtor do Astrarium
- Jacopo Dondi dell'Orologio (1293–1359), médico e relojoeiro em Pádua, pai de Giovanni
- Leonardo Fibonacci (c. 1170-c. 1250), matemático, epônimo da seqüência numérica de Fibonacci, considerado o matemático ocidental mais talentoso da Idade Média [2]

## Renascimento
- Jacopo Berengario da Carpi (c. 1460-c. 1530), médico e anatomista que foi o primeiro a descrever as válvulas cardíacas [3]
- Ulisse Aldrovandi (1522–1605), naturalista, conhecido por suas observações sistemáticas e precisas de animais, plantas e minerais
- Gaspare Aselli ( c. 1581–1625), médico que contribuiu para o conhecimento da circulação dos fluidos corporais descobrindo os vasos lácteos [4]
- Gerolamo Cardano (1501-1576), matemático e médico; iniciou a teoria geral das equações cúbicas e quárticas ; enfatizou a necessidade de números negativos e complexos
- Bartolomeo Eustachi (1500 ou 1514-1574), anatomista, descreveu muitas estruturas no corpo humano , incluindo a trompa de Eustáquio.

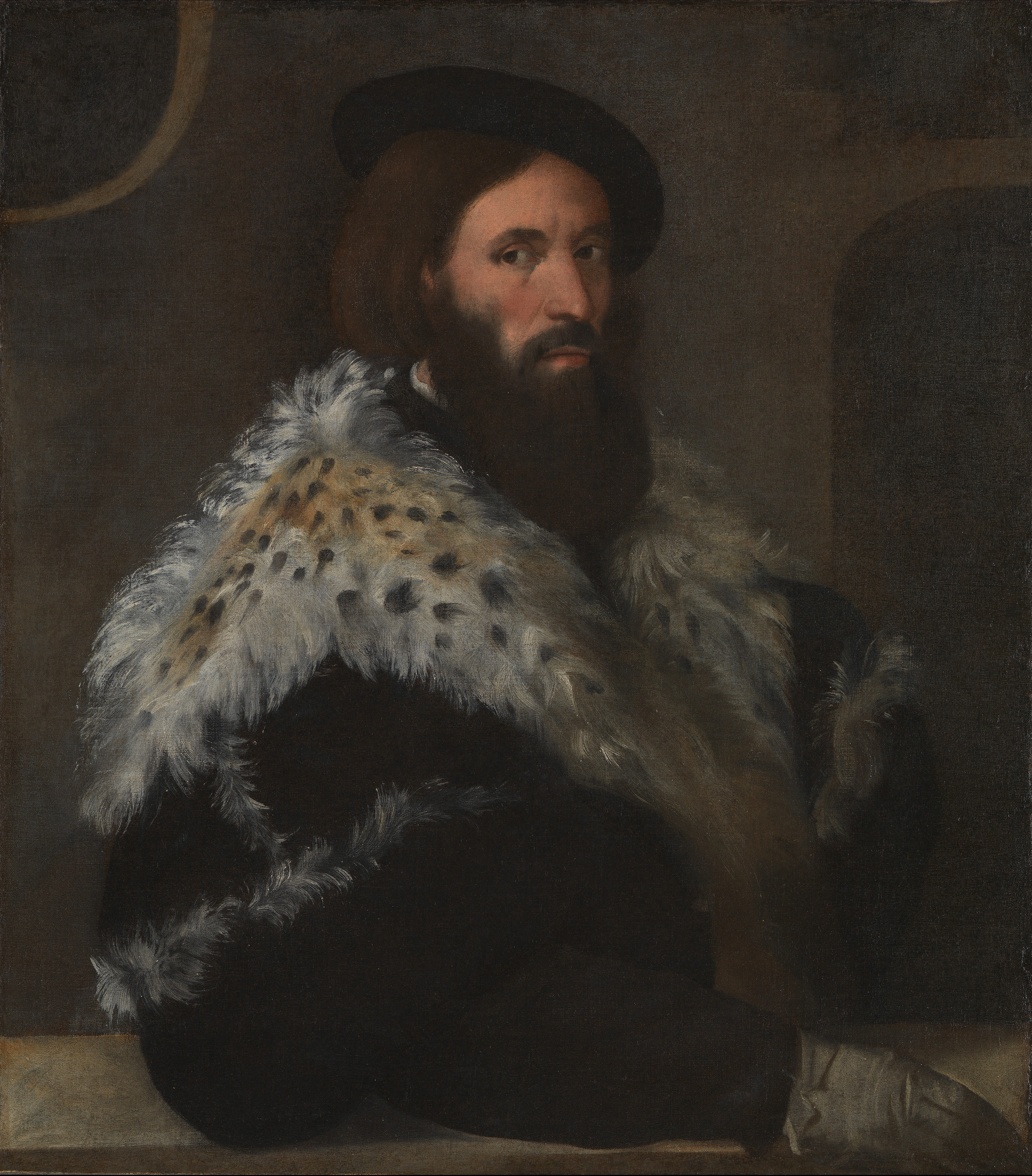
Girolamo Fracastoro, pai da epidemiologia.

- Andrea Cesalpino (1519–1603), médico, filósofo e botânico, produziu a primeira classificação científica de plantas e animais por gêneros e espécies.
- Realdo Colombo (c. 1516-1559), um dos primeiros anatomistas do mundo ocidental a descrever a circulação pulmonar
- Costanzo Varolio (1543-1575), lembrado por seus estudos sobre a anatomia do cérebro, e sua descrição da ponte que leva seu nome
- Gasparo Tagliacozzi (1546–1599), cirurgião plástico; considerado pioneiro no campo; chamado o pai da cirurgia plástica
- Girolamo Fracastoro (1478–1553), médico e acadêmico; primeiro, declarar a teoria dos germes da infecção; considerado o fundador da epidemiologia científica
- Luca Pacioli (1446 / 7–1517), matemático e fundador da contabilidade; popularizou o sistema de escrituração dupla para manter registros financeiros; frequentemente citado como o pai da contabilidade moderna
- Lodovico Ferrari (1522–1565), matemático famoso por ter descoberto a solução da equação quártica geral
- Luca Ghini (1490-1556), médico e botânico, mais conhecido como o criador do primeiro herbário registrado e fundador do primeiro jardim botânico do mundo [5]
- Aloysius Lilius (c. 1510-1576), astrônomo e médico; principal autor do calendário gregoriano (1582)
- Gabriele Falloppio (1523-1562), anatomista e médico; descobertas importantes incluem as trompas de falópio, que vão do útero aos ovários
- Niccolò Fontana Tartaglia (1499-1557), matemático que originou a ciência da balística [6]
- Giambattista della Porta (c. 1535–1615), erudito e polímata, conhecido por sua obra Magia Naturalis (1558), que tratava de alquimia, magia e filosofia natural.
- Hieronymus Fabricius (1537–1619), anatomista e cirurgião, chamou o fundador da embriologia moderna
- Matteo Ricci (1552–1610), missionário na China, matemático, lingüista e publicou a primeira edição chinesa dos Elementos de Euclides.
- Giovanni Antonio Magini (1555–1617), astrônomo, astrólogo, cartógrafo e matemático, conhecido por sua edição de tamanho reduzido de Geographiae de Ptolomeu (1596)

## Século XVII

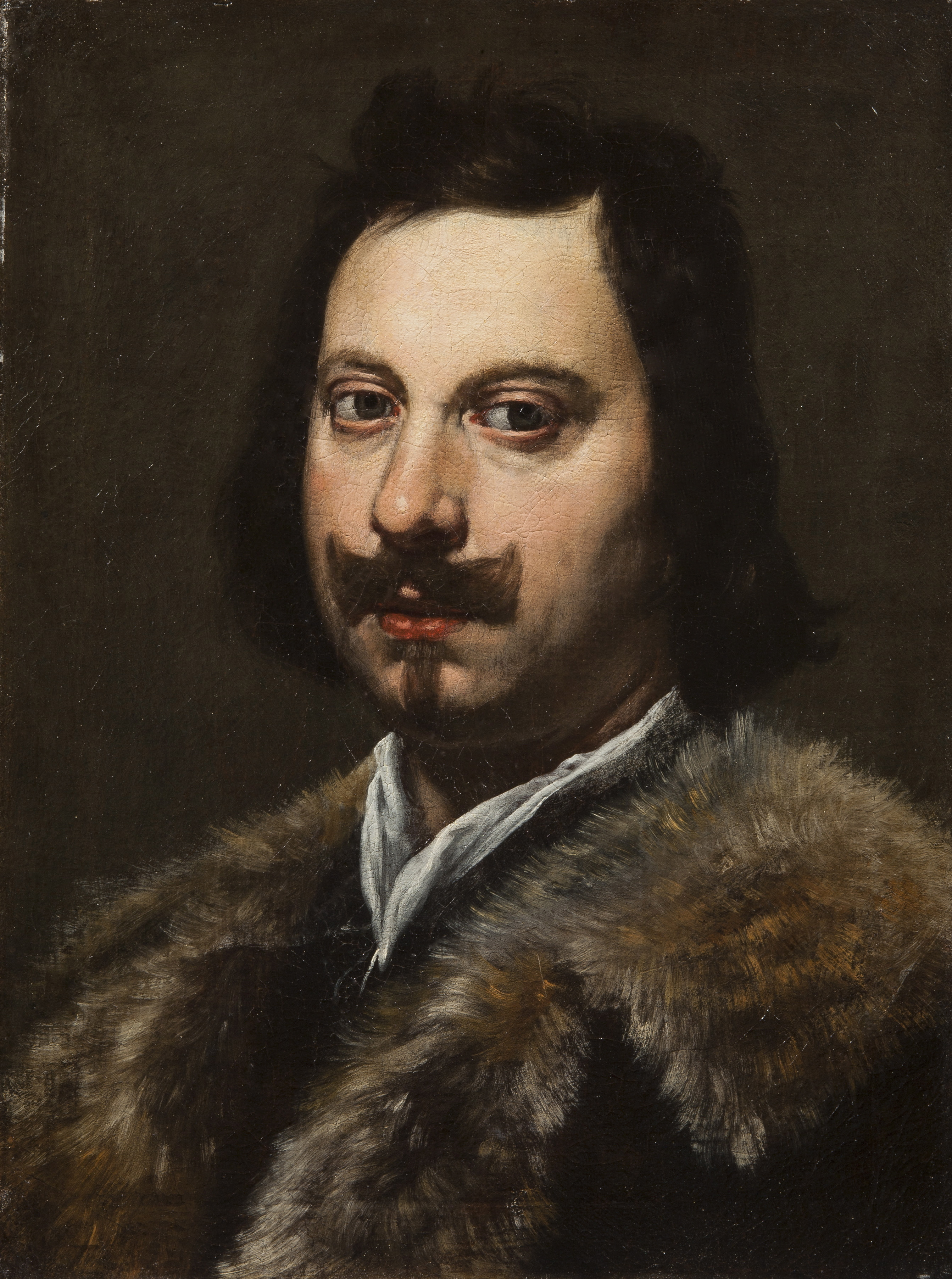
Evangelista Torricelli, físico e matemático.

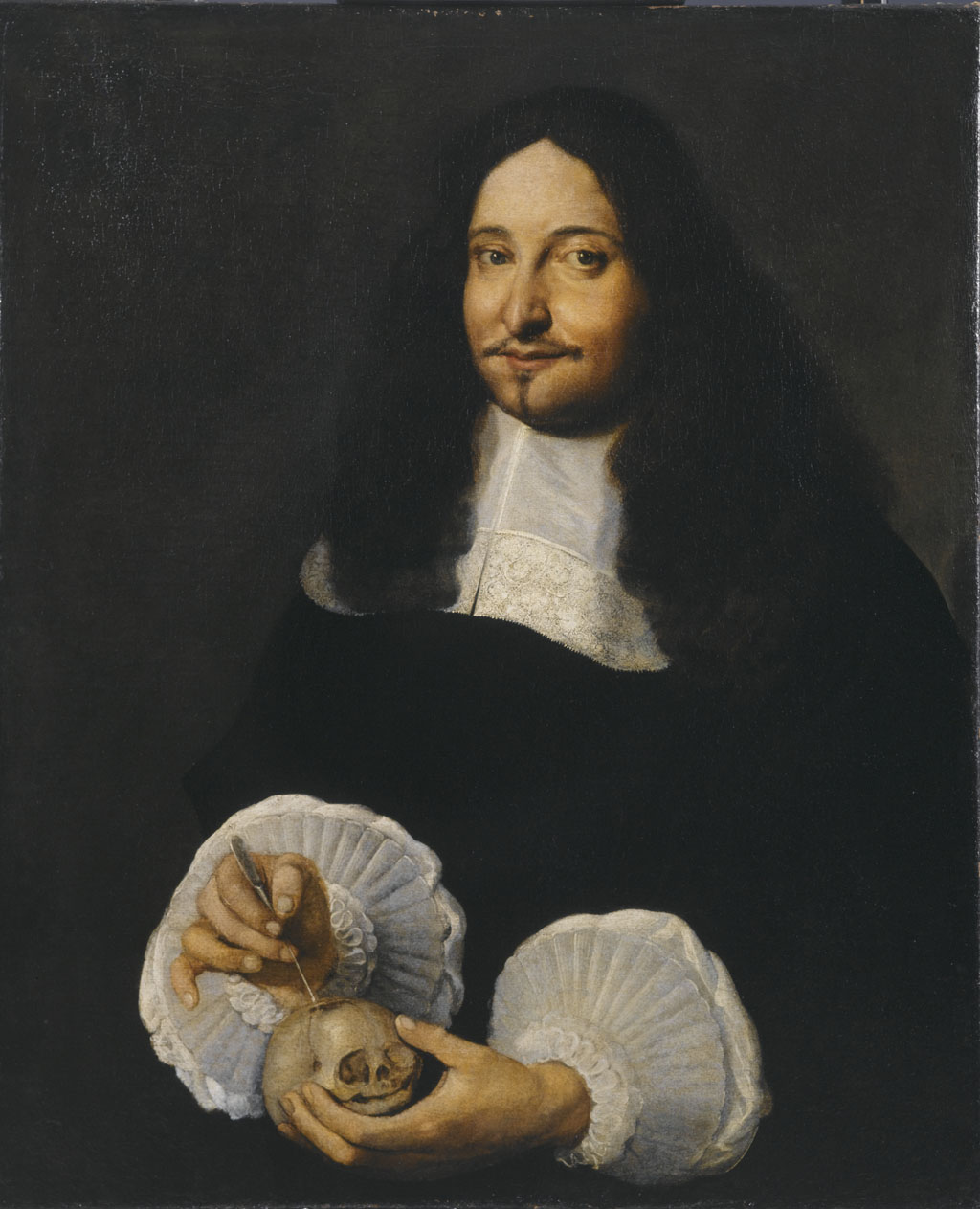
Marcello Malpighi, médico e biólogo, pioneiro da microscopia.

- Giovanni Battista Riccioli (1598–1671), astrônomo, inventou o sistema para a nomenclatura de características lunares que agora é o padrão internacional
- Sanctorius (1561-1636), fisiologista e médico; lançou as bases para o estudo do metabolismo
- Galileu Galilei (1564-1642), físico e astrônomo ; fundador da ciência moderna; descreveu com precisão o sistema solar heliocêntrico [7]
- Gjuro Baglivi (1668–1707), médico e cientista; publicou a primeira descrição clínica de edema pulmonar; fez observações clássicas sobre a histologia e fisiologia do músculo
- Giovanni Alfonso Borelli (1608–1679), fisiologista e físico que foi o primeiro a explicar o movimento muscular e outras funções do corpo de acordo com as leis de estática e dinâmica
- Giuseppe Campani (1635–1715), oftalmologista e astrônomo que inventou um torno para moagem de lentes [8]
- Giovanni Domenico Cassini (1625–1712), matemático, astrônomo, engenheiro e astrólogo que foi o primeiro a observar quatro das luas de Saturno
- Bonaventura Cavalieri (1598–1647), matemático, inventou o método dos indivisíveis (1635) que prefigurava o cálculo integral
- Giacinto Cestoni (1637–1718), naturalista, estudou pulgas e algas e mostrou que a sarna é provocada por Sarcoptes scabiei (1689).
- Giovanni Battista Hodierna (1597-1660), astrônomo, um dos primeiros a criar um catálogo de objetos celestes com um telescópio
- Niccolò Zucchi (1586-1670), astrônomo e físico; pode ter sido o primeiro a observar cinturões no planeta Júpiter com um telescópio (em 17 de maio de 1630), também alegou ter explorado a ideia de um telescópio refletor em 1616, precedendo as discussões de Galileu Galilei e Giovanni Francesco Sagredo sobre a mesma ideia alguns anos depois [9]
- Giovanni Battista Zupi (c. 1590–1650), astrônomo e matemático; descobriu que o planeta Mercúrio tinha fases orbitais
- Antonio Vallisneri (1661-1730), médico e naturalista que fez inúmeras experiências em entomologia e organologia humana, e combateu a doutrina da geração espontânea
- Antonio Maria Valsalva (1666–1723), professor de anatomia em Bolonha; descreveu várias características anatômicas da orelha em seu livro De aure humana tractatus (1704)
- Evangelista Torricelli (1608–1647), físico e matemático, inventor do barômetro (1643)
- Tito Livio Burattini (1617–1681), matemático, em seu livro Misura Universale, publicado em 1675, sugeriu pela primeira vez o nome metro como o nome de uma unidade de comprimento.
- Eustachio Divini (1610–1685), médico e astrônomo; fabricante de relógios e lentes (1646), inovador microscópio composto (1648)
- Gjuro Baglivi (1668–1707), médico e cientista; publicou a primeira descrição clínica do edema pulmonar e fez observações clássicas sobre a histologia e fisiologia do músculo
- Francesco Stelluti (1577-1652), polímata que trabalhou nos campos da matemática, microscopia, literatura e astronomia; em 1625 ele publicou os primeiros relatos de observação microscópica
- Marcello Malpighi (1628–1694), médico e biólogo; considerado como o fundador da anatomia microscópica e pode ser considerado como o primeiro histologista [10]
- Francesco Maria Grimaldi (1618-1663), físico e matemático; conhecido por suas descobertas no campo da óptica; primeiro para descrever a difração da luz
- Geminiano Montanari (1633-1687), astrônomo; conhecido por sua descoberta da variabilidade da estrela Algol (c. 1667)
- Giovanni Maria Lancisi (1654–1720), clínico e anatomista considerado o primeiro higienista moderno [11]
- Bernardino Ramazzini (1633–1714), médico, considerado um dos fundadores da medicina ocupacional [12]
- Francesco Redi (1626–1697), médico que demonstrou que a presença de larvas em carne em putrefação não resulta da geração espontânea, mas de ovos postos sobre a carne por moscas

## Século XVIII

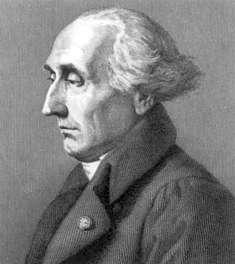
Lagrange, matemático e físico.

- Giovanni Girolamo Saccheri (1667–1733), filósofo e matemático que trabalhou cedo na geometria não-euclidiana, embora não a tenha visto como tal
- Maria Gaetana Agnesi (1718–1799), linguista, matemática e filósofa, considerada a primeira mulher no mundo ocidental a ter uma reputação em matemática [13]
- Laura Bassi (1711–1778), cientista que foi a primeira mulher a se tornar professora de física em uma universidade européia [14]
- Giuseppe Toaldo (1719–1797), físico, dedicou especial atenção ao estudo da eletricidade atmosférica e aos meios de proteção de edifícios contra raios
- Lazzaro Spallanzani (1729-1799), biólogo e fisiologista, chamado de pai da inseminação artificial (feita em Pavia em 1784)
- Giovanni Arduino (1714–1795), pai da geologia italiana, que estabeleceu bases para a cronologia estratigráfica classificando as quatro camadas principais da crosta terrestre [15]
- Luigi Galvani (1737-1798), médico e físico, conhecido por sua descoberta da eletricidade animal
- Joseph-Louis Lagrange (1736–1813), italo-francês nascido como Giuseppe Lodovico Lagrangia, fez importantes contribuições para a matemática e a física.
- Jacopo Riccati (1676–1754), matemático, conhecido em conexão com seu problema, chamado de Equação de Riccati, publicado no Acla eruditorum (1724) [16]
- Luigi Guido Grandi (1671–1742), filósofo, matemático e engenheiro, conhecido por estudar a curva da rosa, uma curva que tem a forma de uma flor pétala e pela série de Grandi
- Tiberius Cavallo (1749–1809), físico e filósofo natural que escreveu sobre os primeiros experimentos com eletricidade; foi conhecido contemporaneamente como o inventor do multiplicador de Cavallo
- Giuseppe Piazzi (1746–1826), matemático e astrônomo que descobriu (em 1º de janeiro de 1801) e nomeou o primeiro asteróide, ou "planeta menor", Ceres
- Pellegrino Turri, construiu a primeira máquina de escrever que comprovadamente funcionou (1808); e inventou o papel carbono (1806)
- Alessandro Volta (1745-1827), pioneiro da eletricidade, epônimo do volt, inventor da bateria elétrica (1800) [17]
- Tommaso Campailla (1668–1740), médico, filósofo e poeta, inventor dos "vapor stovens" que ele usou para combater o reumatismo da sífilis

## Século XIX

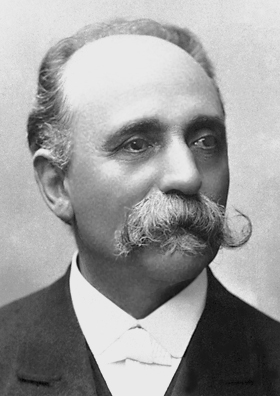
Camillo Golgi, nobel de fisiologia

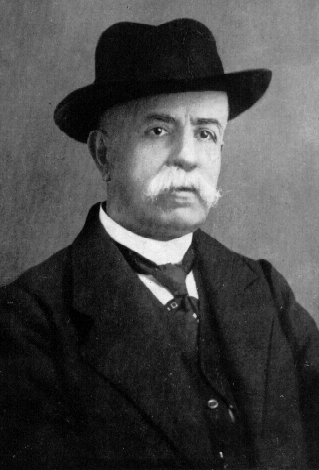
Gregorio Ricci-Curbastro

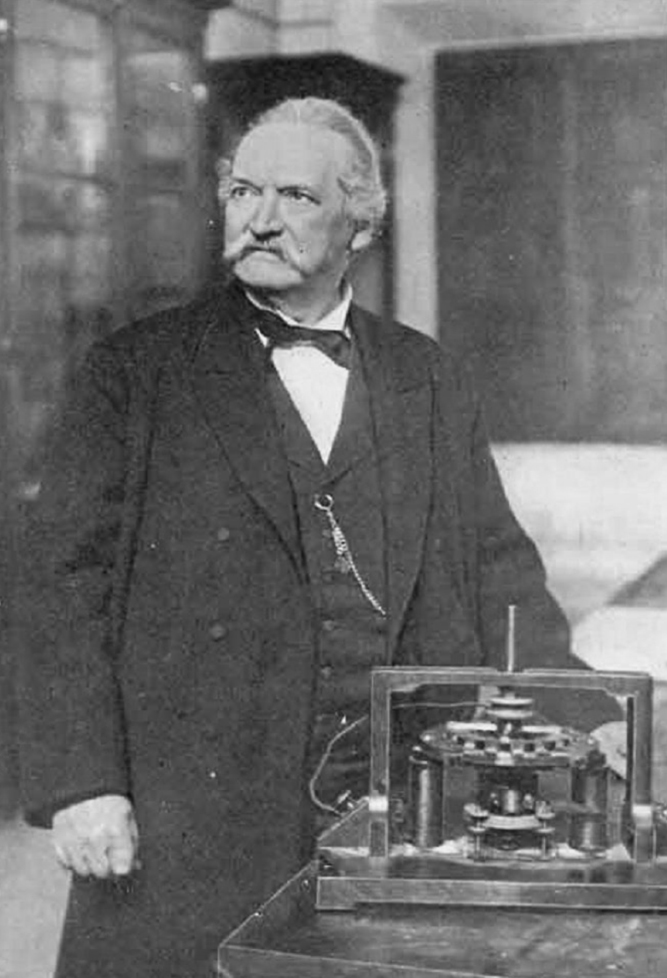
Antônio Pacinotti e sua invenção, o dínamo

- Giovanni Battista Amici (1786–1863), astrônomo e microscopista, inventor do microscópio catadióptrico.[18] (apresentado em uma exibição de artes e indústria em Milão em 1812)
- Giulio Bizzozero (1846–1901), anatomista, conhecido como o descobridor original da Helicobacter pylori (1893)
- Leopoldo Marco Antonio Caldani (1725–1813), anatomista e fisiologista; notado pelos seus estudos experimentais sobre a função da Medula espinhal
- Temistocle Calzecchi-Onesti (1853–1922), médico, inventou um tubo preenchido com limalha de ferro, chamado de "Coesor" (1884)
- Stanislao Cannizzaro (1826–1910), químico, em 1858 pôs um fim a confusão sobre os valores atribuídos aos pesos atômicos, usando a hipótese de Avogadro.
- Antonio Cardarelli (1831–1926), médico lembrado por descrever o sinal de Cardarelli.
- Vincenzo Cerulli (1859–1927), astrônomo, autor da ideia de que os canali eram apenas uma forma especial de Ilusão de óptica
- Ernesto Cesàro (1859–1906), matemático; em 1880 ele desenvolveu métodos para achar a soma de uma Série divergente; fez importantes contribuições para geometria intrínseca.
- Vincenzo Chiarugi (1759–1820), médico que introduziu as reformas humanitárias nos hospitais psiquiátricos no tratamento de pessoas com desordens mentais.
- Francesco de Vico (1805–1848), astrônomo, descobriu um número de cometas, incluindo os cometas periódicos 54P/de Vico-Swift-NEAT e 122P/de Vico
- Ulisse Dini (1845–1918), matemático e político, cujo mais importante trabalho foi o Teorema da função implícita
- Giovanni Battista Donati (1826–1873), astrônomo, um dos primeiros a sistematicamente adaptar a nova ciência da espectroscopia para a astronomia
- Angelo Dubini (1813–1902), médico que descobriu o Ancylostoma duodenale (1838)
- Girolamo Segato (1792–1836), egiptologista e anatomista, mais conhecido pelo seu trabalho único na petrificação de cadáveres humanos.
- Francesco Faà di Bruno (1825–1888), matemático, conhecido pela fórmula de Faà di Bruno (1855, 1857)
- Camillo Golgi (1843–1926), histologista conhecido pelo trabalho sobre a estrutura do sistema nervoso e sua descoberta do complexo de golgi (1897)
- Giovanni Battista Grassi (1854–1925), zoologista que descobriu que mosquitos eram responsáveis pela transmissão de Malária entre humanos.
- Barnaba Oriani (1752–1832), astrônomo, grande estudioso de teorias orbitais.
- Filippo Pacini (1812–1883), anatomista que isolou a Vibrio cholerae (1854), a bacteria que causa Cólera
- Antonio Pacinotti (1841–1912), físico, inventor do Dínamo (1858) e do Motor elétrico (1858)
- Ferdinando Palasciano (1815–1891), físico e político, considerado um dos precursores da Cruz Vermelha
- Luigi Palmieri (1807–1896), físico e meteorologista, inventor do sismógrafo de mercúrio.
- Galileo Ferraris (1847–1897), físico e engenheiro elétrico, notado pela descoberta do campo magnético rotativo, princípio básico do funcionamento do motor de indução.
- Macedonio Melloni (1798–1854), físico, demonstrou que a irradiação térmica tem propriedades físicas similares as da luz.
- Giuseppe Mercalli (1850–1914), vulcanologista and sismologista, inventor da Escala de Mercalli (1902)
- Quirico Filopanti (1812–1894), matemático e político; no seu livro Miranda! (1858), foi o primeiro a propor um horário universal e zonas de fusos horários, 21 anos antes de Sandford Fleming
- Carlo Forlanini (1847–1918), físico, inventor do pneumotórax artificial (1882) para o tratamento da Tuberculose
- Giuseppe Zamboni (1776–1846), físico que inventou a bateria Zamboni (1821); um tipo de bateria seca.
- Francesco Zantedeschi (1797–1873), físico que publicou artigos (1829, 1830) sobre a produção de corrente elétrica em circuitos fechados pela aproximação e afastamento de um Íman
- Agostino Bassi (1773–1856), entomologista; primeiro pessoa que obteve sucesso na transmissão de uma doença contagiosa experimental.
- Giacomo Bresadola (1847–1929), clérigo e um prolífico influente da micologia
- Francesco Brioschi (1824–1897), matemático, conhecido por suas contribuições para a teoria das equações algébricas e aplicações matemáticas na hidráulica
- Francesco Carlini (1783–1862), astrônomo; trabalhou no campo da mecânica celeste; melhorou a teoria da moção da Lua
- Giovanni Caselli (1815–1891), físico, inventor do pantelégrafo (1861)
- Orso Mario Corbino (1876–1937), físico e político, descobriu a modulação calorimétrica e o efeito Corbino, um variante do efeito Hall
- Alfonso Giacomo Gaspare Corti (1822–1876), anatomista, conhecido pelas suas descobertas sobre a estrutura anatômica da orelha
- Domenico Cotugno (1736–1822), médico; descobriu a albuminuria (cerca de meio século antes de Richard Bright);um dos primeiros cientistas a identificar ureiana urina humana
- Alessandro Cruto (1847–1908), inventor que melhorou a lâmpada incandescente de Thomas Alva Edison com um filamento de carbono (1881)
- Giovanni Battista Morgagni (1682–1771), anatomista, chamado de fundador da anatomia patológica
- Angelo Mosso (1846–1910), fisiologista que criou a primeira técnica de neuroimagiologia
- Adelchi Negri (1876–1912), patologista e microbiologista que identificou o que posteriormente seriam Corpúsculos de Negri (1903) nos cérebros de humanos e animais infectados com o vírus da raiva
- Leopoldo Nobili (1784–1835), físico, projetou o primeiro instrumento para medir corrente elétrica (1825)
- Raffaele Piria (1814–1865), químico, o primeiro a sintetizar ácido salicílico com sucesso (1839);[19] the active ingredient in aspirin
- Giovanni Antonio Amedeo Plana (1781–1864), astrônomo e matemático; fundador do Observatório de Turim
- Emanuele Paternò (1847–1935), química, descobridor da reação de Paternò–Büchi (1909)
- Giuseppe Peano (1858–1932), matemático e fundador da lógica matemática
- Gaetano Perusini (1879–1915), médico, lembrado pela sua contribuição na descrição da Doença de Alzheimer
- Arturo Issel (1842–1922), geólogo, paleontologista, malacologista e arqueólogo; notado por ser o primeiro a definir a idade tirreniana (1914)
- Vilfredo Pareto (1848–1923), engenheiro, sociólogo, economista, e filósofo, epônimo da distribuição de Pareto, Eficiência de Pareto, índice Pareto e do Princípio de Pareto
- Paolo Ruffini (1765–1822), matemático e médico que fez estudos de equações que anteciparam a teoria algébrica de grupos
- Antonio Scarpa (1752–1832), anatomista, famoso por ser o epônimo do triângulo de Scarpa e gânglio de Scarpa da orelha
- Giovanni Schiaparelli (1835–1910), astrônomo e historiador da ciência que observou pela primeira vez as linhas na superfície de marte que ele descreveu como sendo canais (canali)
- Angelo Secchi (1818–1878), astrônomo; conhecido pelo seu trabalho na espectroscopia; pioneiro em classificar as estrelas pelos seus espectros
- Francesco Selmi (1817–1881), químico, um dos fundadores da química de coloide
- Enrico Sertoli (1842–1910), fisiologista a histologista; descobriu as células do tubo seminífero do testículo que nomeou Célula de Sertoli (1865)
- Ascanio Sobrero (1812–1888), químico, famoso por ter descoberto a síntese da nitroglicerina (1846)
- Agostino Bassi (1773–1856), entomologista, primeira pessoa a obter sucesso na transmissão experimental de uma doença contagiosa
- Vincenzo Tiberio (1869–1915), médico e pesquisar; um dos muitos cientistas a notar o poder antibacterial de alguns tipos de fungos antes de Alexander Fleming descobrir a penicilina[20]
- Gregorio Ricci-Curbastro (1853–1925), matemático, inventor do Cálculo tensorial, colaborador com Tullio Levi-Civita
- Augusto Righi (1850–1920), físico que teve um importante papel no desenvolvimento do eletromagnetismo
- Scipione Riva-Rocci (1863–1937), internista e pediatra, inventor do esfigmomanômetro de mercúrio
- Gian Domenico Romagnosi (1761–1835), filósofo, economista e jurista, famoso por descobrir a ligação entre eletricidade e magnetismo
- Giovanni Battista Venturi (1746–1822), físico; descobridor e epônimo do Efeito Venturi

## Século XX

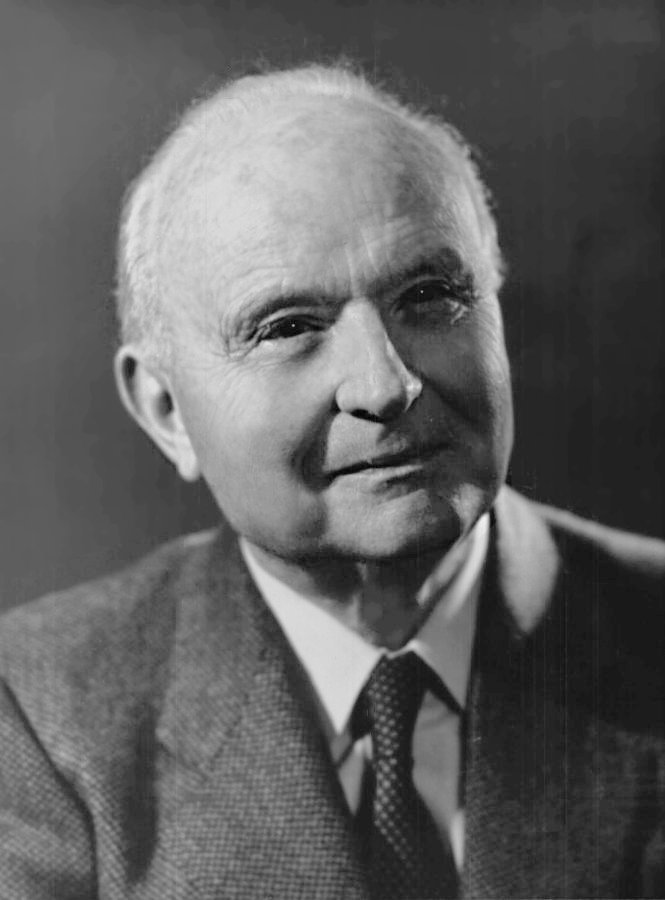
Vittorio Erspamer, descobridor da serotonina

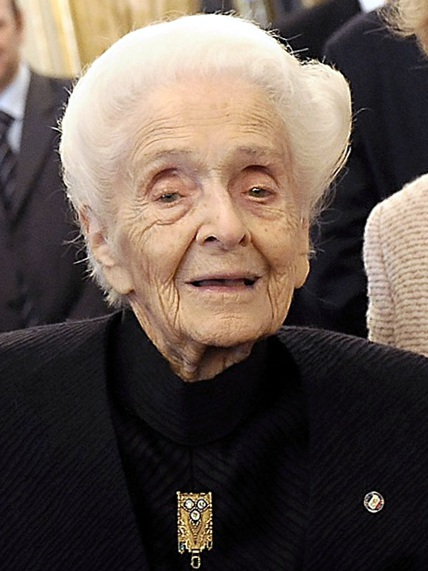
Rita Levi Montalcini em 2009, descobridora do Fator de crescimento nervoso

- Edoardo Amaldi (1908–1989), físico de raios cósmicos, um dos pais fundadores da European space research, liderou a fundação da CERN, da ESRO e depois da Agência Espacial Europeia (ESA)[21]
- Silvano Arieti (1914–1981), psiquiatra e psicoanalista reconhecido como uma autoridade líder em esquizofrenia
- Roberto Assagioli (1888–1974), psiquiatra e psicólogo; fundador do sistema de cura conhecido como psicossíntese
- Franco Basaglia (1924–1980),  psiquiatra, promotor de uma importante reforma do sistema de Saúde mental, a "legge 180/78" (lei número 180, ano 1978)
- Enrico Bombieri (nascido em 1940), matemático que recebeu a medalha Fields em 1974 pelo seu trabalho na Teoria dos números
- Claudio Bordignon (nascido em 1950), biólogo, realizou o primeiro procedimento de terapia genética usando hemocitoblastos como vetores de genes (1992)
- Giuseppe Brotzu (1895–1976), médico, famoso por ter descoberto a cefalosporina (1948)
- Nicola Cabibbo (1935–2010), físico que reconciliou decaimentos estranhos de partículas com a universalidade da força fraca
- Federico Capasso (nascido em 1949), físico, um dos inventores da one of the inventores do Laser de Cascateamento Quântico (QCL) in 1994
- Mario Capecchi (nascido em 1937), geneticista molecular, famoso pela sua contribuição no desenvolvimento de "ratos knockout" (1989)
- Antonio Carini (1872–1950), médico e bacteriologista que descobriu Pneumocystis carinii, agente etiológico responsável pela pneumonia recorrente em pacientes com AIDS
- Ferdinando Castagnoli (1917-1988), arqueólogo que descobriu o santuário latino em Lavínio.[22]
- Luigi Luca Cavalli-Sforza (nascido em 1922), geneticista de população, atualmente lecionando como professor emérito desde 1970 Universidade Stanford; um dos maiores geneticistas do século XX
- Ugo Cerletti (1877–1963), neurologista, co-inventor com Lucio Bini do método da eletroconvulsoterapia em psiquiatria
- Bruno de Finetti (1906–1985), estatístico, notado pela concepção "operacional subjetiva" da probabilidade
- Annibale de Gasparis (1819–1892), astrônomo, seu primeiro asteroide descoberto foi 10 Hígia em 1849; entre 1850 e 1865, ele descobriu mais oito asteroides
- Corrado Giannantoni (nascido em 1950), fisico nuclear
- Ennio de Giorgi (1928–1996), matemático; brilhantemente resolveu o 19° problema de Hilbert; hoje, sua contribuição é conhecida como o Teorema de De Giorgi-Nash
- Renato Dulbecco (nascido em 1914), virologista, conhecido pelo seu brilhante trabalho com dois vírus que podem transformar duas células animais em um estado similar ao cancerígeno em um tubo de ensaio
- Federigo Enriques (1871–1946), matemático, conhecido principalmente por ser o primeiro a dar uma classificação de superfícies algébricas na geometria birracional
- Vittorio Erspamer (1909–1999), farmacologista e químico, famoso por ter descoberto a serotonina (1935) e a octopamina (1948)
- Enrico Fermi (1901–1954), físico, construiu o primeiro reator nuclear (1942), iniciando a Era Atómica; um dos pais da bomba nuclear
- Amarro Fiamberti, psiquiatra que realizou a primeira lobotomia transorbital (acessando o lobo frontal do cérebro pelas órbitas) em 1937
- Guido Fubini (1879–1943), matemático, epônimo do Teorema de Fubini na teoria da medida
- Agostino Gemelli (1878–1959), médico, psiquiatra e padre, fundador de uma universidade e epônimo da Policlínica Gemelli
- Riccardo Giacconi (1931–2018), astrofísico, chamado de pai da astronomia de raios-X
- Clelia Giacobini (1931–2010), microbiologista, uma pioneira da microbiologia aplicada a conservação e restauro
- Corrado Gini (1884–1965), estatístico, demógrafo e sociólogo, desenvolvedor do Coeficiente de Gini
- Nicola Guarino (nascido em 1954), cientista, co-inventor com Chris Welty, da OntoClean, a primeira metodologia para análise formal ontológica
- Rita Levi-Montalcini (nascida em 1909), neurologista, descobriu o Fator de crescimento nervoso (NGF), laureada com Nobel pelo trabalho
- Salvador Luria (1912–1991), microbiologista, compartilhou um Prémio Nobel em 1969 pela investigação do mecanismo de infecção viral em células vivas
- Ettore Majorana (1906–1938), físico teórico, notado pela Equação Majorana
- Massimo Marchiori, cientista da computação que fez contribuições essenciais para o desenvolvimento da World Wide Web; criador do Hyper Search
- Guglielmo Marconi (1874–1937), físico, creditado como o inventor do rádio, frequentemente chamado de pai da tecnologia e comunicação sem fio (1896)[23]
- Franco Modigliani (1918–2003), economista e educador que recebeu Prémio Nobel pela economia em 1985 pelo seu trabalho com poupança domiciliar e a dinâmica do mercado financeiro
- Maria Montessori (1870–1952), médica e educadora; o método educacional inovador que leva o seu nome (1907) está presente hoje em ao menos 22.000 escolas em ao menos 110 países ao redor do globo[24]
- Giulio Natta (1903–1979), químico, famoso por descoberto polipropileno isotáctico (1954) e polímero (1957)
- Giuseppe Occhialini (1907–1993), físico, contribuiu para a descoberta do decaimento do píon pi-méson em 1947, com o ítalo-brasileiro César Lattes e Cecil Frank Powell
- Pier Paolo Pandolfi (nascido em 1963), geneticista, descobriu os genes fundamentais a  leucemia promielocítica aguda (APL)[25]
- Giorgio Parisi (nascido em 1948), fisico teórico, chamado de pai da Teoria do caos
- Bruno Rossi (1905–1993), físico experimental, uma autoridade em raios cósmicos[26]
- Carlo Rovelli (nascido em 1956), físico teórico, criador da Gravidade quântica em loop
- Carlo Rubbia (nascido em 1934), físico que em 1984 compartilhou com Simon van der Meer o prémio Nobel em física pela descoberta de partículas bósons massivas e de curta vida partícula W e partícula Z
- Emilio Segrè (1905–1989), físico, conhecido pela sua descoberta do Antipróton
- Nazareno Strampelli (1866–1942), geneticista e agrônomo, cujos trabalhos científicos inovadores na cultura do trigo 30 anos antes de Borlaug criaram as fundações para a Revolução verde[27]
- Carlo Urbani (1956–2003), médico, descobriu a Síndrome respiratória aguda grave (SARS) em 1998
- Alessandro Vaciago (1931–1993), químico e embaixador cultural
- Gabriele Veneziano (nascido em 1942), físico teórico e fundador da Teoria das cordas
- Emilio Veratti (1872–1967), anatomista que descreveu o Retículo sarcoplasmático
- Vito Volterra (1860–1940), matemático e físico que influenciou fortemente o desenvolvimento moderno do cálculo
- Antonino Zichichi (nascido em 1929), físico que trabalhou no campo da física nuclear